# Pero Pejić
Pero Pejić (Macarsca, 28 novembre 1982) è un ex calciatore croato, di ruolo attaccante.
È il primo calciatore non albanese ad essere diventato capocannoniere nel campionato albanese.

## Carriera
Nell'agosto del 2009 rimane svincolato riuscendo poi a trovare un contratto solamente nel gennaio del 2010, accasandosi al Croatia Sesvete.
Dopo aver passato un anno negli Emirati Arabi, ritorna in Albania e viene acquistato dal Flamurtari Valona.
Nel 2012 passa allo Skënderbeu, dove grazie alla sua esperienza e ad altri innesti, riesce a vincere il campionato albanese per 2 anni consecutivi.
Nel luglio del 2014 viene acquistato a parametro zero dal Kukësi.

## Statistiche

### Presenze e reti nei club
Statistiche aggiornate al 14 maggio 2018.
| Stagione                 | Squadra                  | Campionato               | Campionato | Campionato | Coppe nazionali | Coppe nazionali | Coppe nazionali | Coppe continentali | Coppe continentali | Coppe continentali | Altre coppe | Altre coppe | Altre coppe | Totale | Totale |
| Stagione                 | Squadra                  | Comp                     | Pres       | Reti       | Comp            | Pres            | Reti            | Comp               | Pres               | Reti               | Comp        | Pres        | Reti        | Pres   | Reti   |
| ------------------------ | ------------------------ | ------------------------ | ---------- | ---------- | --------------- | --------------- | --------------- | ------------------ | ------------------ | ------------------ | ----------- | ----------- | ----------- | ------ | ------ |
| 2000-2001                | Vrbovec                  | 1. HNL                   | ?          | ?          | CC              | 0               | 0               | -                  | -                  | -                  | -           | -           | -           | 0+     | 0+     |
| 2001-2002                | Vrbovec                  | 1. HNL                   | ?          | ?          | CC              | 0               | 0               | -                  | -                  | -                  | -           | -           | -           | 0+     | 0+     |
| Totale Vrbovec           | Totale Vrbovec           | Totale Vrbovec           | 0+         | 0+         |                 | 0+              | 0+              |                    | -                  | -                  |             | -           | -           | 0+     | 0+     |
| 2002-2003                | Croatia Sesvete          | 1. HNL                   | ?          | ?          | CC              | 0               | 0               | -                  | -                  | -                  | -           | -           | -           | 0+     | 0+     |
| 2003-2004                | Slaven Belupo            | 1. HNL                   | 28         | 6          | CC              | 0               | 0               | -                  | -                  | -                  | -           | -           | -           | 28+    | 6+     |
| 2004-2005                | Slaven Belupo            | 1. HNL                   | 15         | 1          | CC              | 0               | 0               | -                  | -                  | -                  | -           | -           | -           | 15+    | 1+     |
| 2005-2006                | Slaven Belupo            | 1. HNL                   | 23         | 5          | CC              | 0               | 0               | Int                | 1                  | 0                  | -           | -           | -           | 24+    | 5+     |
| 2006-gen. 2007           | Slaven Belupo            | 1. HNL                   | 17         | 1          | CC              | 0               | 0               | -                  | -                  | -                  | -           | -           | -           | 17+    | 1+     |
| gen.-giu. 2007           | Dinamo Tirana            | KS                       | 13         | 6          | CA              | 0               | 0               | -                  | -                  | -                  | -           | -           | -           | 13     | 6      |
| 2007-2008                | Dinamo Tirana            | KS                       | 31         | 18         | CA              | 0               | 0               | -                  | -                  | -                  | -           | -           | -           | 31     | 18     |
| Totale Dinamo Tirana     | Totale Dinamo Tirana     | Totale Dinamo Tirana     | 44         | 24         |                 | 0               | 0               |                    | -                  | -                  |             | -           | -           | 44     | 24     |
| 2008-2009                | Kapfenberger             | BL                       | 12         | 2          | CA              | 3               | 0               | -                  | -                  | -                  | -           | -           | -           | 15     | 2      |
| lug.-ago. 2009           | Kapfenberger             | BL                       | 1          | 0          | CA              | 1               | 0               | -                  | -                  | -                  | -           | -           | -           | 2      | 0      |
| Totale Kapfenberger      | Totale Kapfenberger      | Totale Kapfenberger      | 13         | 2          |                 | 4               | 0               |                    | -                  | -                  |             | -           | -           | 17     | 2      |
| gen.-giu. 2010           | Croatia Sesvete          | 1. HNL                   | 13         | 1          | CC              | 0               | 0               | -                  | -                  | -                  | -           | -           | -           | 13     | 1      |
| Totale Croatia Sesvete   | Totale Croatia Sesvete   | Totale Croatia Sesvete   | 13         | 1          |                 | 0+              | 0+              |                    | -                  | -                  |             | -           | -           | 13+    | 1+     |
| 2010-2011                | KF Tirana                | KS                       | 28         | 14         | CA              | 4               | 2               | UEL                | 4                  | 0                  | -           | -           | -           | 36     | 16     |
| lug.-dic. 2011           | Al-Faisaly               | SPL                      | 8          | 1          | CP              | 0               | 0               | -                  | -                  | -                  | -           | -           | -           | 8      | 1      |
| gen.-giu. 2012           | Flamurtari Valona        | KS                       | 13         | 9          | CA              | 8               | 6               | -                  | -                  | -                  | -           | -           | -           | 21     | 15     |
| lug. 2012                | Flamurtari Valona        | KS                       | 0          | 0          | CA              | 0               | 0               | UEL                | 2                  | 0                  | -           | -           | -           | 2      | 0      |
| Totale Flamurtari Valona | Totale Flamurtari Valona | Totale Flamurtari Valona | 13         | 9          |                 | 8               | 6               |                    | 2                  | 0                  |             | -           | -           | 23     | 15     |
| 2012-2013                | Skënderbeu               | KS                       | 23         | 12         | CA              | 6               | 6               | UCL                | -                  | -                  | SA          | 1           | 0           | 30     | 18     |
| 2013-2014                | Skënderbeu               | KS                       | 30         | 20         | CA              | 3               | 1               | UCL                | 4                  | 0                  | SA          | 1           | 1           | 38     | 22     |
| Totale Skënderbeu        | Totale Skënderbeu        | Totale Skënderbeu        | 53         | 32         |                 | 9               | 7               |                    | 4                  | 0                  |             | 2           | 1           | 68     | 40     |
| 2014-2015                | Kukësi                   | KS                       | 35         | 31         | CA              | 5               | 4               | UEL                | 1                  | 0                  | -           | -           | -           | 41     | 35     |
| lug. 2015                | Kukësi                   | KS                       | 0          | 0          | CA              | 0               | 0               | UEL                | 4                  | 3                  | -           | -           | -           | 4      | 3      |
| 2016                     | Esteghlal                | PL                       | 13         | 3          | CI              | 0               | 0               | -                  | -                  | -                  | -           | -           | -           | 13     | 3      |
| 2016-2017                | Kukësi                   | KS                       | 32         | 28         | CA              | 0               | 0               | UEL                | -                  | -                  | SA          | 1           | 1           | 33     | 29     |
| Totale Kukësi            | Totale Kukësi            | Totale Kukësi            | 67         | 59         |                 | 5               | 4               |                    | 5                  | 3                  |             | 1           | 1           | 78     | 67     |
| 2017-2018                | Slaven Belupo            | 1. HNL                   | 22         | 3          | CC              | 2               | 0               | UCL                | 2                  | 1                  | -           | -           | -           | 26     | 4      |
| Totale Slaven Belupo     | Totale Slaven Belupo     | Totale Slaven Belupo     | 105+       | 16+        |                 | 2+              | 0+              |                    | 3                  | 1                  |             | -           | -           | 110+   | 17+    |
| Totale carriera          | Totale carriera          | Totale carriera          | 362        | 161        |                 | 32              | 19              |                    | 18                 | 4                  |             | 3           | 2           | 415    | 186    |

## Palmarès

### Club
- Campionato albanese: 2

Skënderbeu: 2012-2013, 2013-2014
- Supercoppa d'Albania: 2

Skënderbeu: 2013
Kukësi: 2016

### Individuale
- Capocannoniere della Kategoria Superiore: 3

2013-2014 (19 gol), 2014-2015 (31 gol), 2016-2017 (28 gol)